# El enano (novela de Pär Lagerkvist)

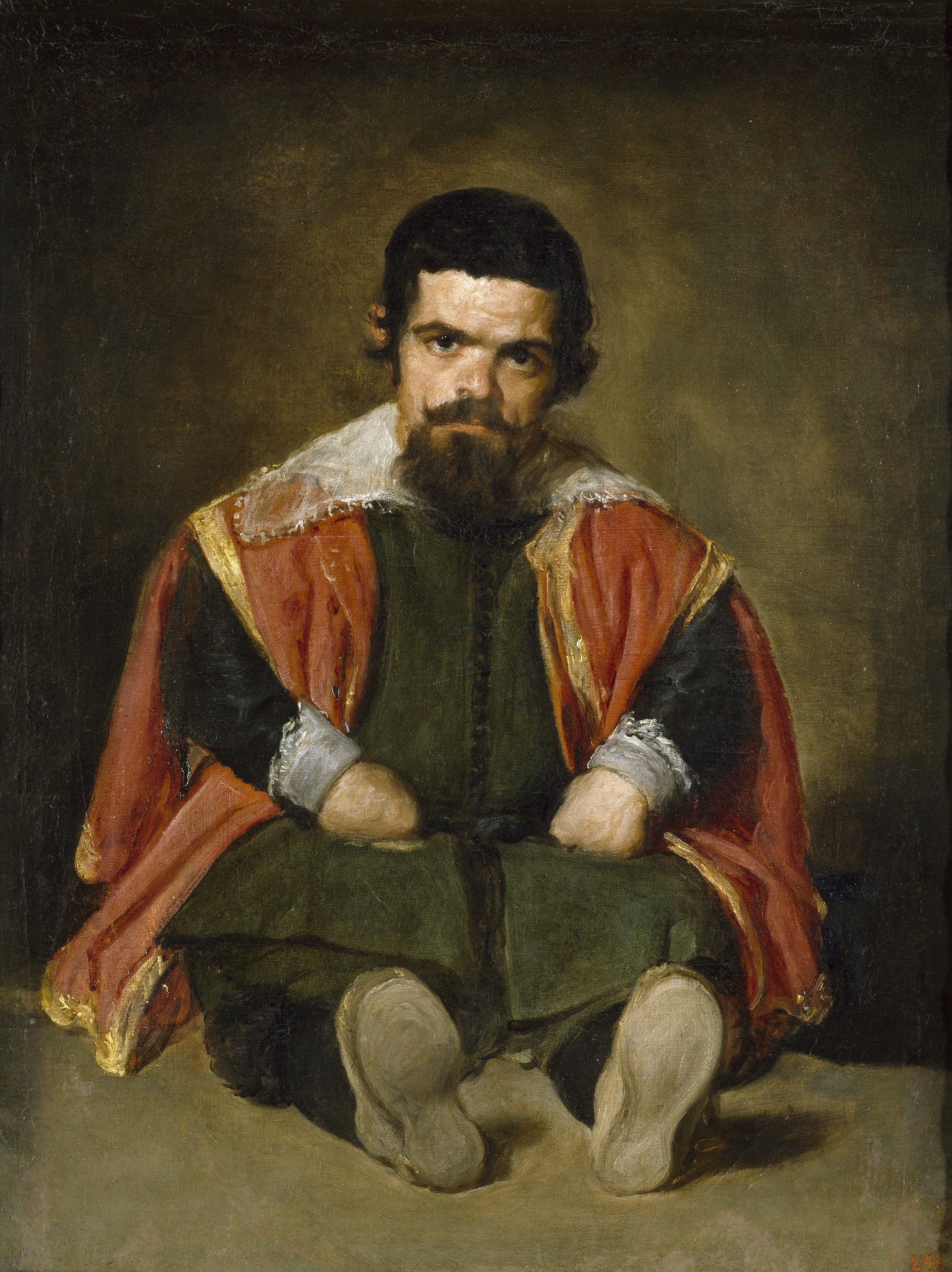
El bufón don Sebastián de Morra, por Velázquez

El enano (en sueco: Dvärgen,1944) es una novela histórica del escritor sueco, ganador del Premio Nobel de Literatura de 1951, Pär Lagerkvist. Escrita en primera persona y a modo de diario, la novela relata las vicisitudes de un enano al servicio de un príncipe en una corte de la Italia renacentista. El enano es la encarnación del mal y la crueldad. Desdeña las debilidades humanas, ama la sangre y la guerra, y se sirve de sus artimañas para administrar la justicia según su opinión. Constituye un  ejemplo de la maldad que se puede albergar en el alma y la ruptura de la línea entre lo humano y lo bestial.

## Personajes
El enano: Piccolino mide sesenta y cinco centímetros. Cuando era niño, su madre lo vendió como bufón a la corte renacentista del príncipe Leone en Italia.  Le gusta la sangre, odia a los aduladores y a las visitas del príncipe, así como a la princesa Teodora porque es manceba e infiel. Considera que el príncipe es muy hipócrita, pero le es leal y fiel. Llama al príncipe, que es insidioso y falso, "el único que he conocido al que no desprecio". Que es un fiel servidor se demuestra en que hace todo lo que el príncipe le ordena, lo ayuda a envenenar a sus enemigos y quiere luchar a su lado en la guerra. No encuentra placer en nada, de hecho le aburre ser el compañero de juegos de Angélica, cuando ésta lo coge para jugar con su gatito y sus muñecas. Un día, se escurre mientras la niña duerme y le corta la cabeza al animal con su espada. De los bufones piensa que la mayoría constituyen la vergüenza de “nuestra raza” por las bromas groseras que hacen sobre su propio cuerpo. Después de matar a Josafat, otro de los enanos de la corte, induce al príncipe a vender todos los bufones y desde entonces vive solo en el departamento de los enanos. Comparte con Teodora su vergonzoso secreto sobre su infidelidad con Don Riccardo. Su infidelidad le hace despreciar aún más a la humanidad. Su relación con la princesa es ambivalente porque, junto a su odio, siente cierta atracción por ella. Esto se evidencia en la escena en la que la azota por su infidelidad al príncipe, mientras que en realidad actúa por celos. También se muestra en la situación donde el enano no la traiciona, a pesar de ser torturado por negarse a revelar sus secretos. Al final, el enano es encarcelado, acusado de ser el causante de la caída de la princesa. Está convencido, sin embargo, de que finalmente se le permitirá regresar a su puesto en la corte del príncipe, porque ningún príncipe puede estar sin un enano.

"Es mi sino odiar a mi propia raza. Mi propio linaje es execrable".

Príncipe León: El príncipe es la encarnación maquiavélica del poder, la superioridad, la dignidad y el respeto. En su afán de curiosidad renacentista se rodea de hombres sabios, artistas, filósofos y astrólogos:

"La corte bulle de gentes extrañas. De filósofos que se sientan con la cabeza entre las manos para buscar el sentido de la vida… de ganapanes y aventureros que leen sus lánguidos versos a las damas de la corte… de sabios que creen poder seguir el curso de las estrellas con sus gastados ojos lacrimosos... extienden sus cartas astrológicas y leen en el cielo como un libro. Pero son ellos mismos quienes han escrito ese libro. Pero el príncipe los escucha como si sus palabras fueran de gran importancia y se acaricia la barba mientras me hace llenar sus copas, que son de plata, como la suya. La única vez que se escucha una risa es cuando me levantan sobre sus rodillas para que pueda escanciarles el vino más fácilmente".

Teodora: Esposa del príncipe, mujer lasciva, ha tenido muchos amantes pero, desde hace años tiene a Don Ricardo. Tras perder a don Ricardo, asesinado por el enano, y suicidarse su hija Angélica entra en una profunda melancolía, y se recluye en su habitación donde morirá.

"Es una cortesana en el lecho de un grande y magnífico príncipe. No tiene ideas del pecado, no sospecha siquiera que pueda haber hecho nada malo. No tiene nada de qué confesarse (tiene un confesor que va todos los sábados por la mañana), al contrario, ella muestra abiertamente lo que sucede en su corazón. Es ardientemente religiosa, la religión es parte de su alma y de su corazón".

"Después de su muerte se halló un trozo de papel ajado y sucio en el que había escrito que era su deseo que su despreciable cuerpo fuera quemado, como el de los pestíferos, y que las cenizas fueran desparramadas por las calles para que todo el mundo pudiera pisotearlas".

Angélica: Hija del príncipe y de doña Teodora. Se enamora de Giovanni, hijo de su enemigo Ludovico Montanza, pero cuando éste es asesinado, se suicida lanzándose al río.

"¿Quién es su padre? Es imposible saberlo, bien puede ser hija del príncipe, como bastarda".

Maese Bernardo: Símbolo de la cultura renacentista y la sabiduría. Maese Bernardo posee muchas cualidades que lo hacen el símil de Leonardo da Vinci: Está pintando un mural que describe la Santa Cena en la Iglesia de Santa Croce, también está pintando el retrato de una Madonna (desambiguación) (de la princesa doña Teodora) pero lo encuentra incompleto pues le falta un detalle esencial que luego descubrirá en la boca medio abierta de su hija Angélica. 

"Inspira respeto y posee una dignidad natural que el resto de la gente, tiene la frente alta, barba grisácea, es noble y verdaderamente hermoso, su porte muestra sereno dominio de sí mismo. No lleva traje principesco, sino uno muy sencillo, es un hombre culto, el príncipe comparte la mesa con él y hablan interminablemente; su saber abarca todos los dominios y parece interesarse por todo, aunque nunca se muestra seguro de la exactitud de sus explicaciones. El príncipe a veces lo llama “gran maestro” y lo escucha como quien está sentado a la orilla de un claro manantial de ciencia y sabiduría".

Don Ricardo: Amante de la princesa Teodora, envenenado por el enano.
Boccarossa: Condotiero de las tropas que luchan junto al príncipe León en el asedio a  los territorios de Ludovico Montanza. Cuando deviene la venganza por el asesinato de Ludovico, Boccarossa se une al enemigo y participa en el sitio a la corte del príncipe León.
Ludovico Montanza: También conocido como  Il Toro es el enemigo del príncipe León. Cuando es invitado por el príncipe para firmar la paz, es envenenado por el enano a instancias del príncipe.

## Temas

### El mal y la guerra
Los valores morales y la maldad son temas importantes en El Enano. A través de las repugnantes acciones del protagonista, la novela ofrece una sorprendente imagen de la maldad humana. El enano asesina tanto por iniciativa propia como por orden del príncipe sin sentir piedad ni remordimiento. Odia además a todos los seres humanos excepto a los malvados, insidiosos y brutales como el príncipe y el condotiero Boccarossa. También odia a su propia gente, a los enanos y a sí mismo: "Es mi destino odiar a mi propia gente también. Mi propia tribu me es odiosa. Pero también me odio a mí mismo".
Se puede considerar al enano como la encarnación de la propensión del hombre al mal, como afirma el mismo: "Ellos [= humanos] piensan que soy yo quien los asusta, pero es el enano que llevan dentro, [...] que asoma la cabeza del fondo de su alma. […] quedan desfigurados sin que se vea nada de ellos”. Al mismo tiempo, el enano puede considerarse una personificación del mal en el príncipe: "¡No nos escaparemos el uno del otro, mi señor y yo! [. . . ] Pero mi vida también es suya. Y su vida distinguida y muy respetable allá arriba es de hecho la mía." 
La novela fue escrita durante la Segunda Guerra Mundial, y esto ha dejado claras huellas en el libro. El Enano es un libro de guerra, aunque no hay un análisis directo de los acontecimientos de la época. La crueldad de la guerra es omnipresente en el libro: la guerra y el mal van de la mano. Para el enano, la guerra es una liberación del cuerpo y del alma, y la considera como una licencia moral para el asesinato y la violencia: "¡Quiero luchar, quiero matar! No para distinguirme, sino por el acto, el acto mismo". Que el príncipe quiera reconciliarse con el enemigo es un desastre para él.

### El amor
El amor es un tema recurrente en la obra. El enano no entiende el amor humano y lo considera como algo reprobable. Según él, los enanos son estériles, por lo que la procreación es imposible y el amor innecesario. Describe tres tipos de amor: la relación puramente sensual (el príncipe y Fiametta), el amor apasionado (la princesa y Riccardo) y el amor puro metafísico (Giovanni y Angélica). Este último lo encuentra el más indigno: el amor puro e inocente entre los jóvenes, que la gente consideraría como el más alto. El enano afirma: "El amor siempre es algo que vale la pena. Pero el amor entre estos dos, que eran como un par de niños inocentes, me pareció repulsivo de una manera que nunca antes había experimentado". Le revela al príncipe que Giovanni está durmiendo con Angélica y, por lo tanto, se convierte en el motivo de la muerte del joven y de que Angélica, desesperada, se suicide.
El enano odia a las mujeres, especialmente cuando son emocionales. También afirma que si pudiera amar a alguien, amaría a un hombre, a saber, Boccarossa. Pero no está claro cómo debe interpretarse esto: ciertamente admira el cuerpo masculino (de soldado), pero en las descripciones del enano del cuerpo femenino, la mirada erótica masculina aún es visible bajo su actitud negativa. El enano odia a la princesa, pero al mismo tiempo la desea sexualmente.

### Arte y ciencia
La ciencia y el arte están representadas por Bernardo, quien es considerado como la ficción de Lagerkvist del genio universal Leonardo da Vinci. Bernardo es a la vez artista y científico, y utiliza sus talentos tanto para el bien (el arte y la ciencia) como para el mal (la guerra). Bernardo provoca dudas al enano: No puede comprender la afición del hombre por el arte y la cultura, que no tienen finalidad práctica. Al mismo tiempo, el enano también puede ser considerado un artista porque es el autor del diario que conforma la novela. Crea una imagen artística de su propio tiempo.
La ciencia, el deseo de saber, también son difíciles de comprender para el enano. Cuando la curiosidad de Bernardo se dirige hacia el y su cuerpo es sometido al escrutinio científico, se pone furioso. Se avergüenza porque odia su propio cuerpo. Tampoco quiere que Bernardo desentrañe los misterios de su cuerpo y lo dibuje.

### La religión
La religión es un tema muy importante en la novela. No es solo el enano, sino también el príncipe y Bernardo quienes ponderan su significado. El enano no tiene una visión armoniosa del mundo y no cree en un orden mundial divino. La vida no tiene sentido para él: "Pero la vida misma no tiene ningún sentido y no puede tenerlo. Entonces no podría existir".
El enano es cristiano sólo exteriormente, porque la salvación y la gracia, los valores cristianos más importantes, le son completamente ajenos. Su actitud ante el servicio es blasfema: cuando hace de obispo en la fiesta de carnaval, se asemeja al diablo: "Y fui a buscar la hostia [...] mientras les explicaba el significado del santo misterio: Me como su cuerpo, que fue deformado como tú. Se siente amargo como la bilis, porque está lleno de odio. [. . . ] Bebo su sangre, y arde como un fuego que nadie puede apagar. Es como si me hubiera bebido el mío".

### El Renacimiento italiano
El enano es una novela histórica. Tiene lugar durante el Renacimiento en una corte principesca italiana. Ingrid Schöier escribe: "Lagerkvist dice que quiere retratar a su amada Italia y rendir homenaje a sus maestros del Renacimiento, indirectamente, a través del desdén y el desprecio del enano. La guerra que alaba el enano es 'la guerra de nuestro tiempo'.  Los elogios nazis al baño de acero de la guerra están al alcance de la mano. Lagerkvist tiene la intención de dejar que el enano cuente en sus memorias sobre hombres extraños que conoció: un Miguel Ángel, un Leonardo, un Rafael, un Savonarola, un Francisco, etc.

### Historia
Aunque la corte del Renacimiento es ficticia, existen muchas correspondencias con sucesos históricos. Lagerkvist había realizado muchos estudios preliminares sobre el Renacimiento italiano antes de escribir la novela. El desarrollo de las ciencias naturales durante el Renacimiento está representado en las investigaciones de Bernardo. Detrás de la despiadada política de poder del príncipe se cierne El príncipe de Maquiavelo, que antepone los intereses del poder estatal a cualquier preocupación moral. También se hace referencia a hechos históricos concretos. La visita del artista Bernardo al príncipe recuerda la visita de Leonardo da Vinci a Ludovico Sforza a finales del siglo XV. El fresco de Bernardo de la Última Cena en Santa Croce se basa en La última cena de Leonardo en la Iglesia de Santa Maria delle Grazie en Milán. Fiametta, la amante del príncipe en el libro, toma prestado su nombre de la amante de César Borgia. Fiametta es también el título de un poema de Giovanni Boccaccio y ella "sirve de musa en las primeras obras poéticas de Boccaccio".

## Recepción
La mayoría de las reseñas de la novela en el momento en que se publicó por primera vez, en 1944, conectan la obra con las circunstancias políticas de la época. En estas reseñas hay un anclaje contemporáneo más o menos claro, aunque la novela en el plano histórico y geográfico remite al Renacimiento italiano. En algunas reseñas, se ve una conexión explícita entre la visión del mundo de los enanos y el nazismo. El enano es visto como la encarnación del odio racial, la violencia, la opresión, la mentira y la traición. En otras reseñas, se prefiere asociarlo con las fuerzas del mal en general y se discute la cuestión de si se podrían aplicar las fuerzas del mal del libro a los fenómenos actuales. La tendencia general en las reseñas de la época es considerar la novela como una novela histórica con referencias a la Segunda Guerra Mundial.
El libro ha pasado a integrar el canon literario y se considera una de las obras más importantes del siglo XX. Con la obra, Pär Lagerkvist logró reconocimiento internacional.
Hoy en día, Pär Lagerkvist es considerado como uno de varios escritores suecos como Hjalmar Gullberg, Vilhelm Moberg, Eyvind Johnson, Harry Martinson y Karin Boye que criticaron la falta de libertad y los aparatos políticos violentos de la época. Lagerkvist se opuso al nazismo y a la Segunda Guerra Mundial en varias obras. En El verdugo la crítica al nazismo es explícita, mientras que en El enano utiliza el entorno histórico como camuflaje. Pär Lagerkvist logra retratar el mal en el hombre de una manera convincente.